# Abdelghani Ben Tara
Abdelghani Ben Tara, mort le 17 mars 2023, est un acteur tunisien, notamment connu pour avoir joué le rôle de Lamine Abdelhak dans la série télévisée Maktoub.

## Biographie
Il commence sa carrière artistique dans le théâtre dans le quartier de Bab Menara à Tunis, à travers l'Association des anciens acteurs arabes en 1961. Il fait ensuite des expériences avec des troupes telles que l'Association du théâtre populaire et l'Association Kawkab Jadid. En 1964, il fait ses études au Centre artistique du théâtre dont il sort diplômé en 1967.
Après avoir obtenu son diplôme, il rejoint l'Établissement de la radiodiffusion-télévision tunisienne comme acteur, puis comme assistant réalisateur puis réalisateur de radio.

## Télévision
- 1997 :
  - El Khottab Al Bab (invité d'honneur des épisodes 2, 10, 11 et 12 de la saison 2) de Slaheddine Essid : Si Lamjed
  - Bab El Khoukha d'Abdeljabbar Bhouri
- 1999-2000 : Rih El Misk (saisons 1 à 2) d'Ezzeddine Harbaoui : Taher
- 2002 : Gamret Sidi Mahrous de Slaheddine Essid : Salah Naouali
- 2003 : Chez Azaïez de Slaheddine Essid : contrôleur
- 2004 : Loutil de Slaheddine Essid : Si Allala
- 2005 et 2008 : Choufli Hal de Slaheddine Essid : patient (saison 1) et Si Monji (saison 4)
- 2008-2014 : Maktoub (saisons 1 à 4) de Sami Fehri : Lamine Abdelhak
- 2020 : Galb El Dhib (ar) de Bassem Hamraoui : Chedly